# Cemiteriólogo
Cemiteriólogo é o pesquisador que estuda os cemitérios em todas as suas possibilidades de interrogantes e em todas as áreas do conhecimento. Como exemplo podemos citar turismo cemiterial, urbanismo e cemitérios, arte tumular, o solo cemiterial, epitáfios, e qualquer assunto envolvendo cemitérios.
No Brasil, temos uma associação que congrega vários cemiteriólogos que é a ABEC - Associação Brasileira de Estudos Cemiteriais.
- REZENDE, Eduardo Coelho Morgado. Cemitérios, São PAULO: Necrópolis. 2007.